# Чарново (Підляське воєводство)
Чарново (пол. Czarnowo) — село в Польщі, у гміні Щучин Ґраєвського повіту Підляського воєводства.
Населення — 40 осіб (2011).
У 1975-1998 роках село належало до Ломжинського воєводства.

## Демографія
Демографічна структура станом на 31 березня 2011 року:
|          | Загалом | Допрацездатний вік | Працездатний вік | Постпрацездатний вік |
| -------- | ------- | ------------------ | ---------------- | -------------------- |
| Чоловіки | 20      | 7                  | 12               | 1                    |
| Жінки    | 20      | 5                  | 13               | 2                    |
| Разом    | 40      | 12                 | 25               | 3                    |